# 藤田武夫
藤田 武夫（ふじだ たけお、1905年2月27日 - 1988年10月6日）は、昭和期の経済学者、立教大学名誉教授。専門は財政学。財政学研究の第一人者として、地方財政論を開拓した権威。

## 人物・経歴
1905年（明治38年）、京都府宮津市に生まれる。1930（昭和5年）九州帝国大学（現・九州大学）経済学部卒業。1934年（昭和9年）京都大学大学院修了。
立命館大学講師、財団法人東京市政調査会（現・後藤・安田記念東京都市研究所）調査課長、明治大学講師、中央大学講師を務めたのち、1946年（昭和21年）、立教大学教授に就任。
1952年（昭和27年）、立教大学経済学部経済学科長に就任。1959年（昭和34年）から1961年（昭和36年）まで経済学部長を務め、大学施設の増築にともない大学院読書室の開設を実現し、経営学科（現・経営学部）関連のスタッフの充実に尽力した。
1970年（昭和45年）3月、同大学を定年退職し、立教大学名誉教授に就任。
財政学研究の第一人者として、地方財政論を切り拓き、多くの業績を上げた権威として知られる。鋭い批判精神と綿密な実態分析を基にした学識により、社会活動でも活躍し、高く評価された。
1974年（昭和49年）には、藤田武夫と、佐藤進（東京大学元教授、新潟大学名誉教授）が東京市政調査会（現・後藤・安田記念東京都市研究所）へ寄贈した基金により、地方自治、地方財政および都市問題に関する研究を奨励する目的で、「藤田賞」が設けられた。本賞は、毎年、前年度中に刊行・発表された著書・論文を選考委員会が審査し、原則として、著書1点、論文3点以内を授賞している。

## 主な著作
- 『日本地方財政制度の成立』岩波書店 1943年
- 『日本地方自治論』霞ケ関書房 1947年
- 『地方財政法解説』法律文化社 1948年
- 『日本資本主義と財政〈上〉』実業之日本社 1949年
- 『日本資本主義と財政〈下〉』実業之日本社 1949年
- 『現代地方財政の理論―地方財政と国家財政の関連』広文社 1950年
- 『地方財政改革の基本問題』時事通信社出版局 1950年
- 『地方財政論』三笠書房 1951年
- 『地方財政平衡交付金の実態と問題』農林協会 1952年
- 『日本地方財政論』東洋経済新報社 1955年
- 『地方財政入門―住民からみた地方財政』日本評論社 1956年
- 『現代地方財政入門―住民からみた地方財政』日本評論社 1962年
- 『現代日本地方財政史 上巻―現代地方財政の基本構造』日本評論社 1976年
- 『日本地方財政発展史』文生書院 1977年
- 『地方財政の理論と政策』昭和堂 1978年
- 『現代日本地方財政史 中巻―高度成長と地方財政の再編成』日本評論社 1978年
- 『現代日本地方財政史 下巻―「転換期」の地方財政と制度改革』日本評論社 1984年
- 『日本地方財政の歴史と課題』同文舘出版 1987年